# Llaennog ap Masgwid
Llaenawc ap Masgwid (Llaennog in gallese, Lennocus in latino e Leonard in inglese; fl. VI secolo) è stato re dell'Elmet (c. 495 - c. 540), figlio di re Masguid Gloff.
Secondo John Morris, fondò agli inizi del VI secolo un regno nella Scozia meridionale, incentrato intorno a Lennox. Non esiste, comunque, alcuna prova a supporto di questa teoria, mentre l'associazione di suo figlio Gwallawc Marchawc Trin con il regno dell'Elmet indicherebbe che questa sarebbe stato il vero regno di Llaenawc.